# ЛАЗ-4207
ЛАЗ-4207 — міжміський автобус середнього класу, що випускався Львівським автобусним заводом з 1990 р. Кузов тримальний, вагонного типу, 2-дверний (двері - одностулкові висувного типу). Планування сидінь 4-рядне. Сидіння літакового типу з регульованим нахилом спинки і підголовником. Розташування двигуна - заднє. Сидіння водія - підрессорное, регулюється по висоті, довжині, нахилу подушки і спинки.
По кузову ЛАЗ-4207 уніфікований з автобусами ЛАЗ-А141 і ЛАЗ-5207.

## Історія

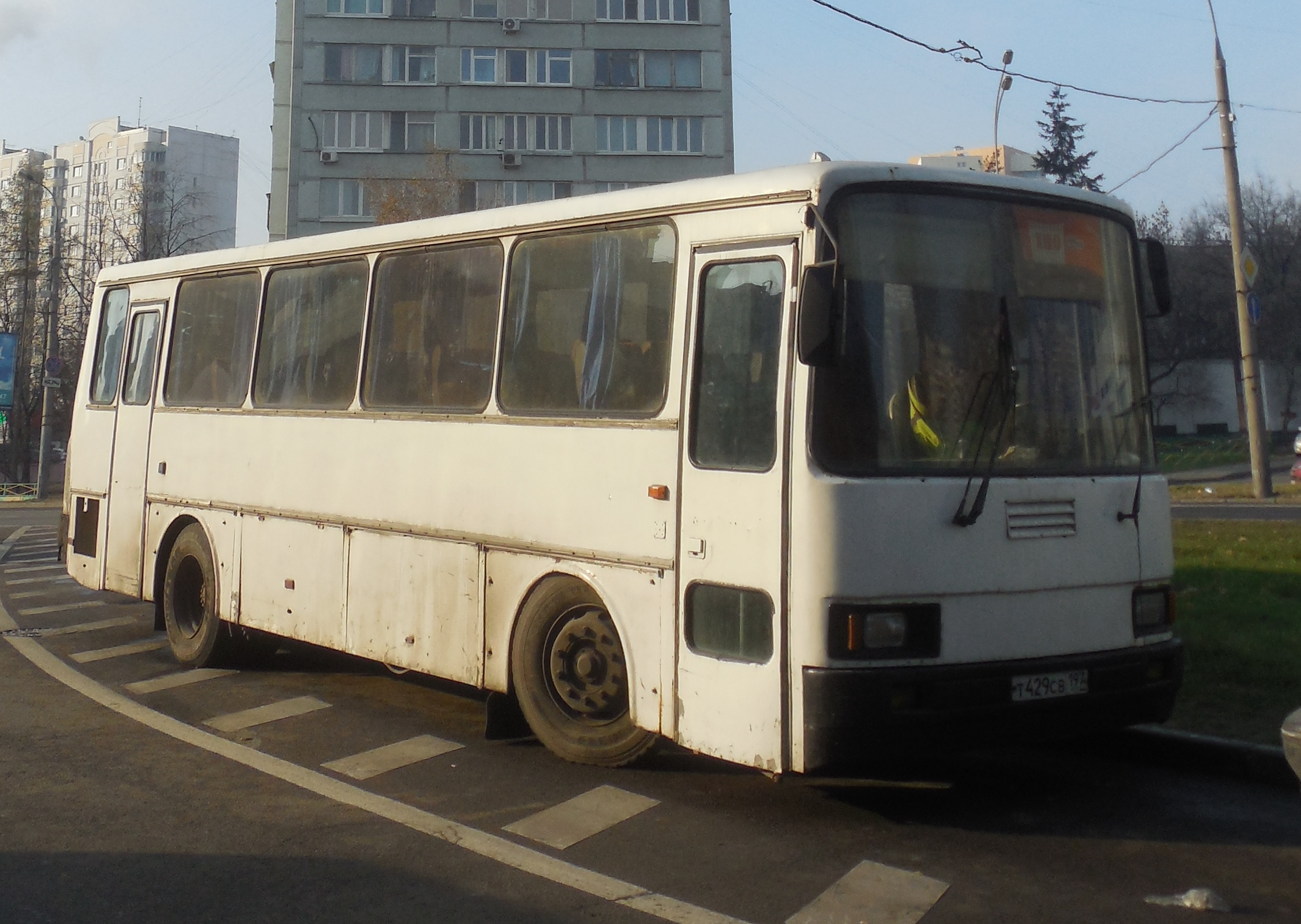
ЛАЗ-4207

У 1984 році на виставці "Автопром-84" Львівський автозавод повідомив про розпочатих роботах з проектування нового сімейства автобусів з дизельним двигуном КамАЗ-740.02, призначених для заміни у виробництві моделей ЛАЗ-695Н, ЛАЗ-695Р і ЛАЗ-699Р.
У 1986 році Всесоюзний конструкторсько-експериментальний інститут автобусобудування почав роботи по створенню 41-місного міжміського автобуса ЛАЗ-4207  для заміни моделі ЛАЗ-699Р. Надалі, на основі базової моделі інститут розробив північний варіант виконання автобуса для експлуатації в умовах холодного клімату, південний варіант виконання автобуса для експлуатації в умовах тропічного клімату, туристський автобус і самохідне шасі.
У 1990 році почалося дослідно-промислове виробництво ЛАЗ-4207. Також, до початок 1991 року спільно з НАМІ був побудований і спрямований на випробування дослідний автобус ЛАЗ-4207, оснащений антиблокувальною системою з управлінням від однокрісталльної мікропроцесорної перепрограмованої ЕОМ.
У 1991 році було прийнято рішення про розширення виробничої кооперації Львівського автозаводу, було вирішено передати виробництво 35 найменувань деталей для автобусів ЛАЗ на інші спеціалізовані підприємства СРСР. Виробництво рульового механізму автобусів ЛАЗ-4206 і ЛАЗ-4207 і поздовжніх рульових тяг передали на Львівський завод автотракторних запчастин. Також, в 1991 році на Львівському автозаводі було прийнято рішення зняти з виробництва ЛАЗ-42021 для звільнення виробничих потужностей (необхідних для початку серійного виробництва ЛАЗ-4206 і ЛАЗ-4207).
У 1993 році в зв'язку з пожежею 14 квітня 1993 року на Камському автомобільному заводі автобус був тимчасово знятий з виробництва. В 1996 році було освоєно виробництво модифікації ЛАЗ-42072 з двигуном Renault MIDR 06.02.26.
У травні 2002 року Львівський автозавод оголосив про розробку нової модифікації автобуса ЛАЗ-42078 з довжиною кузова 10 метрів (що отримала комерційне найменування "ЛАЗ Лайнер 10"). У вересні 2002 року на московському автобусному салоні МІМС-2002 був представлений демонстраційний зразок автобуса ЛАЗ-42078 "ЛАЗ Лайнер 10", оснащений двигуном ЯМЗ-236А. У лютому 2003 року перший автобус цієї моделі був виготовлений для замовника.

## Опис
Автобус з двома дверима, безкапотний, із заднім розташуванням дизельного двигуна КамАЗ-7483, що забезпечував максимальну швидкість руху 117 км/год.
Зварений кузов був побудований на каркасі з труб прямокутного перетину з товщиною стінок 2,5-3 мм і мав антикорозійне покриття.
Гальмівні механізми і передня вісь автобуса були уніфіковані з ЛіАЗ-5256. Оскільки автобус створювався за програмою виробничої кооперації підприємств СРСР з країнами РЕВ, в його конструкції використовувалися ведучий міст виробництва угорського підприємства "Раба", А також кермовий механізм з вбудованим гідропідсилювачем "Чепель" угорського виробництва (до складу деталей якого входив гидронасос болгарського виробництва).
Колеса дискові розмірністю 8,25х22,5 з безкамерними шинами 11р-22,5.

## Модифікації
- ЛАЗ-4207 - базова модель з числом місць для сидіння 41 і двигуном КамАЗ-7483 потужністю 226 к.с. (166 кВт) і коробкою передач КамАЗ-14
- ЛАЗ-42072 - модель 1996 року зі двигуном Renault MIDR 06.02.26
- ЛАЗ-42078 - модель 2000 року зі двигуном ЯМЗ-236А
- ЛАЗ-42078А (комерційне найменування "Лайнер 10") - модель 2001 року
- ЛАЗ-420781 ("Лайнер 10") - модель 2003 року з оновленим кузовом і двигуном ЯМЗ-236НЕ (230 к.с.) або Deutz BF6M1013EC (237 к.с.)
- ЛАЗ-420782 ("Лайнер 10") - модель 2002 року з оновленим кузовом
- ЛАЗ-4207DL ("Лайнер 10") - модель 2003 року з оновленим кузовом
- ЛАЗ-4207DN ("Лайнер 10") - модель 2005 року з оновленим кузовом
- ЛАЗ-4207DT ("Лайнер 10") - модель 2006 року з оновленим кузовом
- ЛАЗ-4207FL ("Лайнер 10") - модель 2006 року з оновленим кузовом
- ЛАЗ-4207FN ("Лайнер 10") - модель 2006 року з оновленим кузовом
- ЛАЗ-4207FT ("Лайнер 10") - модель 2005 року з оновленим кузовом
- ЛАЗ-4207JL ("Лайнер 10") - модель 2003 року з оновленим кузовом
- ЛАЗ-4207JN ("Лайнер 10") - модель 2003 року з оновленим кузовом
- ЛАЗ-4207JT ("Лайнер 10") - модель 2003 року з оновленим кузовом

### LAZ Liner 10

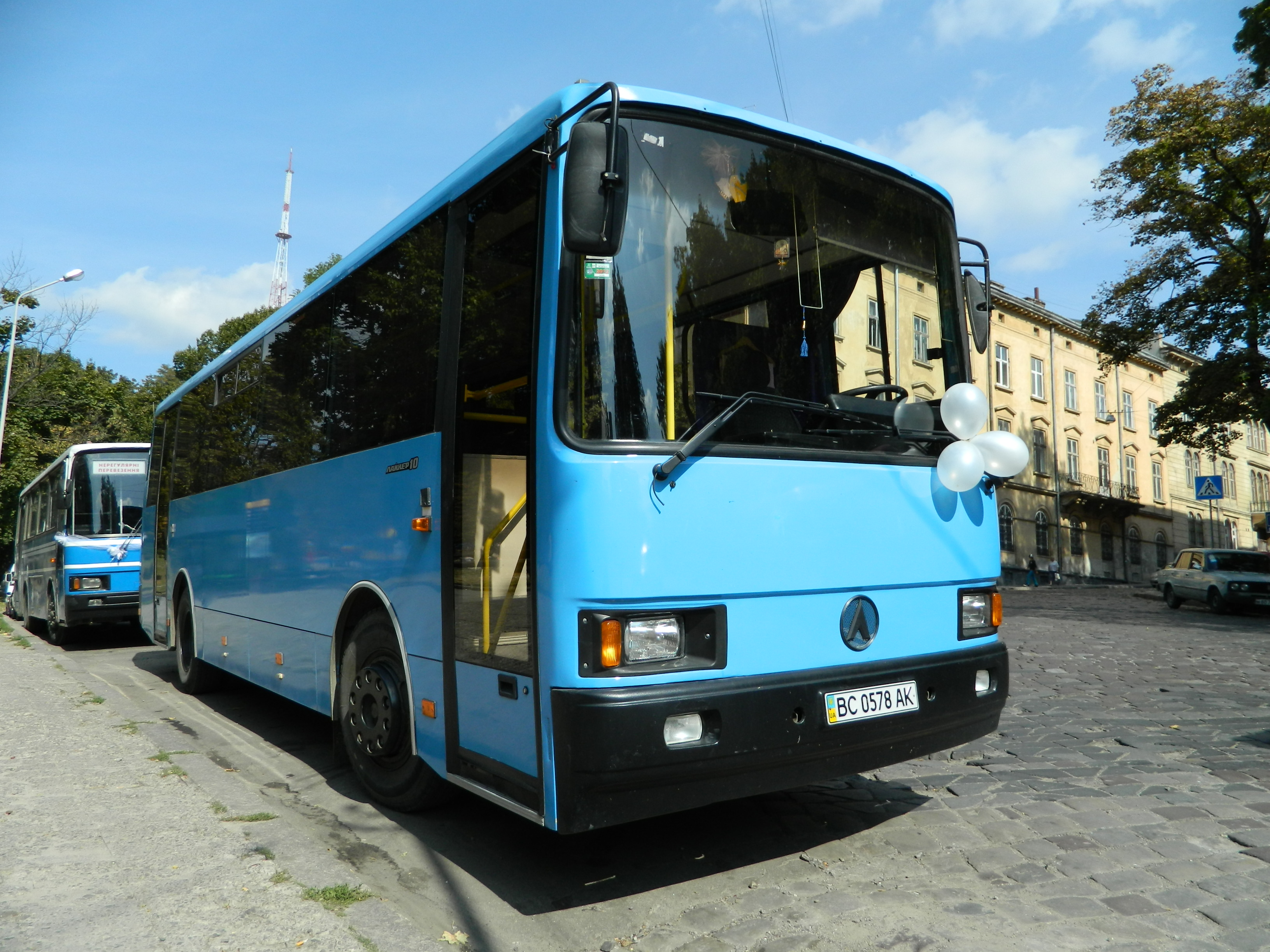
LAZ Liner 10

ЛАЗ Лайнер-10 — автобус середнього класу для приміських, службових та міжміських перевезень (передмістя, турист, люкс). Приміський варіант призначений для регулярних перевезень пасажирів. Салон автобуса розрахований на загальну місткість 73 людини і 43 посадочних місця. Туристичний варіант автобуса обладнується м'якими регульованими кріслами (39 місць) і системою примусової вентиляції салону з можливістю індивідуального подачі повітря кожному пасажиру. Збільшені багажні відділення мають об'єм 3,5 м3. Лайнер-10 в комплектації "Люкс" оснащується кондиціонером "WEBASTO".
Підвіска на пневмобалонах. На замовлення на всі версії (крім «Люкс», де пакет додаткового оснащення не передбачено) встановлюють переговорний пристрій, тахограф, аудіо-та відеосистему з плазмовим монітором.
Модифікації:
- «Приміський» - базова версія, 43 сидячих місця, обсяг багажних відділень - 2,5 м3;
- «Турист» - 39 сидячих місць, обсяг багажних відділень - 3,5 м3;
- «Люкс» - 39 сидячих місць, обсяг багажних відділень - 3,5 м3.[2]